# Stefan Kwiatkowski (oficer marynarki)
Stefan Kwiatkowski (ur. 8 listopada 1894 w Koreliczach, zm. 1 września 1939 na Zatoce Gdańskiej) – komandor podporucznik Polskiej Marynarki Wojennej, uczestnik wojny polsko-bolszewickiej, kawaler Orderu Virtuti Militari. Zginął pierwszego dnia II wojny światowej na pokładzie dowodzonego przez siebie stawiacza min „Gryf”.

## Życiorys
Urodził się 8 listopada 1894 roku w Koreliczach, woj. nowogródzkie, w rodzinie Wacława. W 1915 roku ukończył Kijowską Szkołę Rzeczną, następnie uczęszczał do Szkoły Junkierskiej, której nie ukończył.
W 1918 roku znalazł się w składzie I Korpusu Polskiego w Rosji, dowodzonego przez generała Józefa Dowbora-Muśnickiego, był chorążym Pierwszej Legii Rycerskiej.
W 1919 roku wstąpił do formującej się Marynarki Wojennej w stopniu podporucznika. Wziął udział w wojnie polsko-bolszewickiej, początkowo jako oficer łącznikowy Flotylli Pińskiej, od 24 marca 1920 roku jako dowódca zdobycznego statku transportowego „Ataman”, na pokładzie którego uczestniczył w starciu pod Łomaczami. Później dowodził holownikiem „Champion”, który zatopił podczas odwrotu, 21 lipca pod Kaczanowiczami. Od sierpnia 1920 roku dowodził statkiem uzbrojonym „Stefan Batory” w składzie Flotylli Wiślanej. Za udział w bojach na Wiśle został 30 sierpnia 1920 roku odznaczony przez generała Józefa Hallera Krzyżem Srebrnym Orderu Virtuti Militari. Legitymację Krzyża sporządzono na kawałku zadrukowanego papieru. W 1921 roku dowodził statkiem uzbrojonym „Warneńczyk”.
W 1922 roku został zweryfikowany jako porucznik marynarki, ze starszeństwem od 1 czerwca 1919 roku. W kolejnych latach służył między innymi w dowództwie Flotylli Wiślanej, oficer kursowy Oficerskiej Szkoły Marynarki Wojennej oraz dowódca ORP „Pomorzanin”. W latach 1928–1930 był oficerem nawigacyjny a następnie zastępcą dowódcy żaglowca szkolnego „Iskra” w trakcie trzech kolejnych rejsów szkoleniowych, w tym na Kubę i do Stanów Zjednoczonych. W 1929 roku awansował do stopnia kapitana marynarki. Później, do 1933 roku, był zastępcą dowódcy kontrtorpedowca „Wicher”. Uczestniczył w rejsie na Maderę po marszałka Piłsudskiego i incydencie gdańskim. 1 stycznia 1935 roku został promowany do stopnia komandora podporucznika. Od maja 1936 do maja 1937 roku dowodził ORP „Wilia”, następnie do marca 1939 roku służył w Dowództwie Floty.
1 kwietnia 1939 roku został dowódcą stawiacza min „Gryf”. 1 września, podczas wykonywania planu Rurka, okręt został zaatakowany na Zatoce Gdańskiej przez bombowce nurkujące Ju 87. Stefan Kwiatkowski został śmiertelnie raniony odłamkiem jednej z bomb, która wybuchła przy burcie. Pochowano go na cmentarzu w Helu.

## Ordery i odznaczenia
- Krzyż Srebrny Orderu Wojskowego Virtuti Militari nr 3942 (1921)[2]
- Krzyż Walecznych[3]
- Złoty Krzyż Zasługi (25 maja 1939)[4]
- Medal Pamiątkowy za Wojnę 1918–1921[3]
- Medal Dziesięciolecia Odzyskanej Niepodległości[3]
- Odznaka Pamiątkowa I Korpusu Polskiego w Rosji[5]